# Verin Dvin
Verin Dvin är en ort i Armenien.   Den ligger i provinsen Ararat, i den centrala delen av landet, 19 kilometer söder om huvudstaden Jerevan. Verin Dvin ligger 955 meter över havet och antalet invånare är 1 853.
Terrängen runt Verin Dvin är kuperad åt nordost, men åt sydväst är den platt. Runt Verin Dvin är det ganska tätbefolkat, med 155 invånare per kvadratkilometer.. Närmaste större samhälle är Jerevan, 18,6 kilometer norr om Verin Dvin.
Trakten runt Verin Dvin består i huvudsak av gräsmarker.